# Rasmus Løland
Rasmus Løland  (* 24. Mai 1861 in Hylsfjorden (Ryfylke); † 12. Oktober 1907 in Labråten bei Asker, Oslo) war ein norwegischer Schriftsteller. Er verfasste rund dreißig Bücher, arbeitete als Publizist und Übersetzer und war Redaktor eines Kindermagazins. Mit seinen lebensnahen Darstellungen von Kindern, deren Psyche er einfühlsam nachzuzeichnen verstand, gilt er als Pionier der norwegischen Kinderliteratur.

## Leben
Løland wurde 1861 in Hylsfjorden (Ryfylke) in Südwestnorwegen geboren. Sein Interesse für Literatur und die zeitgenössischen politischen und kulturellen Debatten führte ihn früh zum Schreiben. Seine ersten Veröffentlichungen waren Beiträge zu aktuellen Themen in Zeitungen und Zeitschriften und Kurzgeschichten. 1891 erschien eine erste Sammlung seiner Erzählungen unter dem Titel Folkeliv im Verlag Mons Litleré in Bergen. Løland schrieb auf Nynorsk, und schnell wurden Vertreter der Nynorsk-Bewegung auf ihn aufmerksam. Mit dem zehn Jahre älteren Autor Arne Garborg verband ihn eine lebenslange Freundschaft. 1896 siedelte Løland nach Oslo über, wo er unter anderem als Redaktor und Mitarbeiter der Zeitung Den 17.de Mai und später als hauptverantwortlicher Redaktor der Kinderzeitschrift Norsk Barneblad tätig war. Er wurde zu einer bekannten Persönlichkeit des damals in der Hauptstadt aktiven Nynorsk-Kreises. Staatliche Reisestipendien erlaubten ihm 1899 und 1900 längere Aufenthalte in Dänemark, Deutschland und Österreich. Er starb am 12. Oktober 1907 im Alter von 46 Jahren an Tuberkulose.
2007, anlässlich Rasmus Lølands hundertsten Todestags, erschien eine umfangreiche Biographie über ihn, die sich unter anderem auf seine Tagebücher, die er von seinem 14. bis zum 37. Lebensjahr führte, stützt:
- Ernst Berge Drange: Rasmus Løland. Barnebokpioneren frå Ryfylke, Oslo 2007.

## Stil und Genre
Løland veröffentlichte rund dreißig Romane und Sammlungen von Kurzgeschichten. Die Hauptfiguren seiner Werke sind sowohl Erwachsene als auch Kinder. In seinen Erzählungen von Kindern beschreibt er die Ereignisse meist aus der Perspektive der kleinen Protagonisten und zeichnet deren Gefühle und Gedanken empfindsam nach. Dank dieser Texte gilt Rasmus Løland als Pionier der norwegischen Kinderliteratur. Seine erwachsenen Protagonisten sind oft Außenseiter, die um einen eigenständigen Lebensweg und eine Befreiung von gesellschaftlichen und religiösen Konventionen und Normen ringen.

## Bibliografie (Auswahl)

### Roman
- Hundrad aar (1910)

### Erzählungen
- Folkeliv (1891)
- Skuld (1892)
- Emne (1896)
- Ute og heime (1901)
- Paa skuggesida (1908)

### Kinderbücher
- Ungar (1892)
- Paa sjølvstyr (1892)
  - Deutsch: Rasmus Löland, Auf sich gestellt, Krause Verlag, Bern 2025. ISBN 978-3-907409-17-6
- Kor vart det av jola? (1894)
  - Deutsch: Rasmus Löland, Was wurde aus Weihnachten?, Krause Verlag, Bern 2025. ISBN 978-3-907409-19-0
- Smaagutar (1897)
- Det store nashornet (1900)
- Kvitebjørnen (1906)

| Personendaten    | Personendaten               |
| ---------------- | --------------------------- |
| NAME             | Løland, Rasmus              |
| KURZBESCHREIBUNG | norwegischer Schriftsteller |
| GEBURTSDATUM     | 24. Mai 1861                |
| GEBURTSORT       | Løland                      |
| STERBEDATUM      | 12. Oktober 1907            |
| STERBEORT        | Hvalstaddalen               |